# 胡汧
胡汧（?—?），贵州黎平人，清朝政治人物、同進士出身。
乾隆二年（1737年）清高宗登極丁巳恩科進士，三甲二百十八名，后事不詳。